# Château de Fontenelle
Pour l’article homonyme, voir Château de Fontenelle (Seine-et-Marne).
Le château de Fontenelle est un château situé à Mirabeau, en France.

## Description
Le château de Fontenelle XVIe – XVIIe siècle
- quatre tours,
- caves voutées importantes
- deux pigeonniers,
- une pièce d'eau, ...
- privé et restauré (non visitable).

Sur la route plus bas, la ferme de Tarelle avec sa chapelle qui dépendait du château.

## Localisation
Le château est situé sur la commune de Mirabeau, dans le département français des Alpes-de-Haute-Provence.
Situé dans la vallée de la Bléone  il domine la voie romaine Digne-Sisteron empruntée en mars 1815 par Napoléon à son retour de l'île d'Elbe.

## Historique
L'édifice est inscrit au titre des monuments historiques en 1980.
Le fief de Mirabeau relevait du comté de Forcalquier au XIIe siècle. Lorsque ce comté perd son indépendance en 1209, à la mort de Guillaume II, un de ses neveux, Guillaume de Sabran tente de le relever. Après une lutte de dix ans, il passe un accord à Meyrargues le 29 juin 1220 avec Raimond Bérenger IV, comte de Provence et lui aussi héritier du comté de Forcalquier. Par cet accord, la moitié sud du comté, dont Mirabeau, lui est donnée. Guillaume de Sabran conserve sa moitié de comté jusqu'à sa mort, vers 1250.
Aux XIVe et XVe siècles, la seigneurie est inféodée aux Barras.
Fontenelle fut érigé par la famille Barras, Fontenelle ainsi que la seigneurie de Mirabeau ont appartenu successivement à de grandes familles de Provence :
- Les Barras seigneurs de Mirabeau.
- Les Glandevès seigneurs de Mirabeau à la suite du mariage de Gaspard de Glandevès avec la veuve de Pompée de Barras qui lui apporte Mirabeau en dot.
- Les Riqueti seigneurs de Mirabeau, Jean Riqueti premier consul de Marseille en 1562 rachète Mirabeau à Gaspard de Glandevès son cousin en 1570.
- Les Deydier de Curiol seigneurs de Mirabeau,.Claude Deydier de Curiol (1652-1709) anobli en 1694 par la charge de Trésorier de France à Marseille devient seigneur de Mirabeau jusqu'à la confiscation de Fontenelle à la Révolution et sa vente en bien national.

Parmi les plus illustres propriétaires de Fontenelle, on peut citer la famille Fruchier de Digne descendants de Raymond de Barras premier du nom seigneur de Mirabeau dont :
- Jean Pierre Balthazard Aillaud, avocat à Digne, puis
- Alexandre Julien Fruchier, médecin maire de Digne (petit fils par alliance de Jean Pierre Balthazard Aillaud) et beau frère de Marius Soustre,
- Julien Romieu, médecin, maire de Digne, petit-fils d'Alexandre Julien Fruchier.

Pour finir, Fontenelle fut vendu.